# Franz V. (Modena)

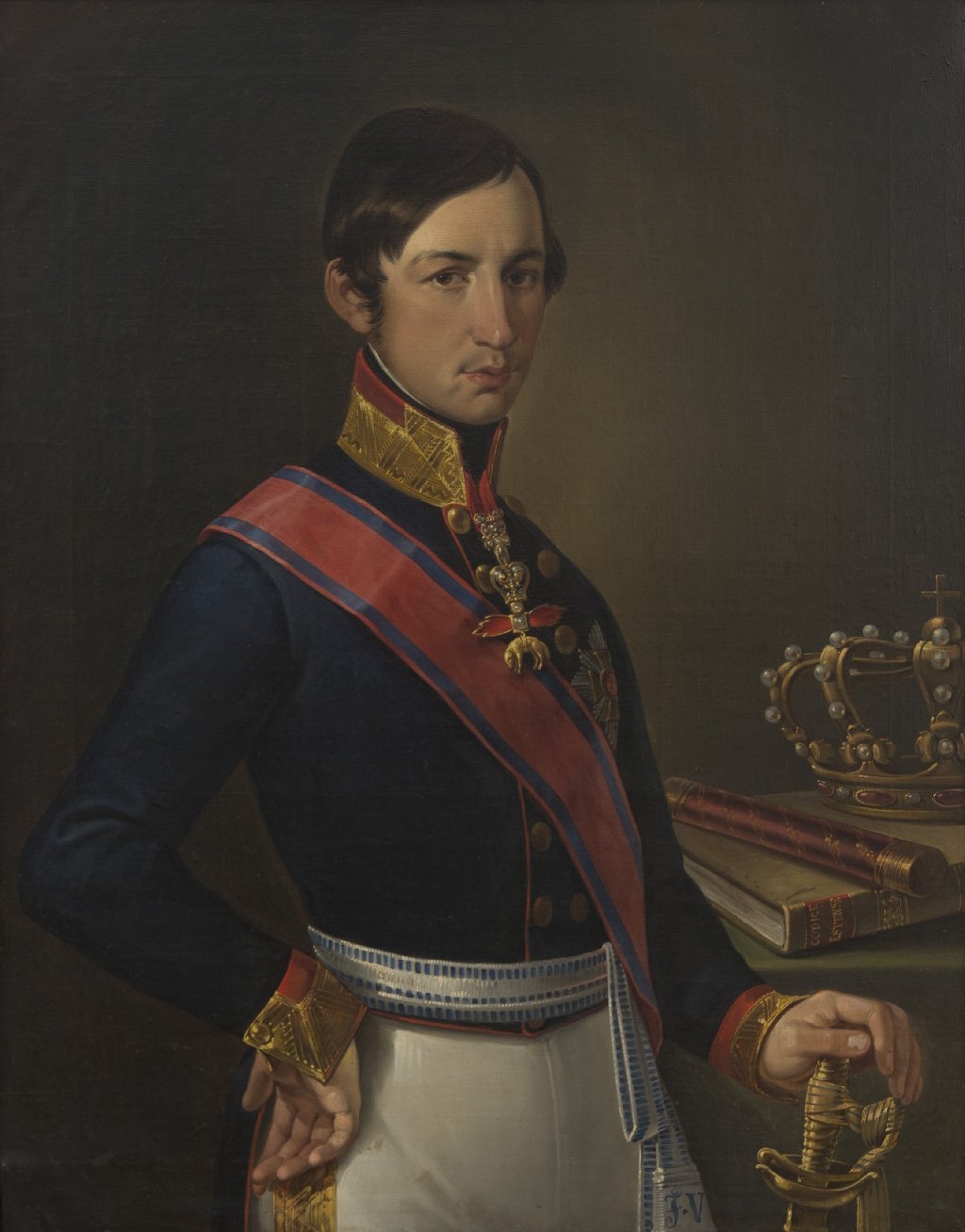
Franz V., Porträt von Luigi Manzini

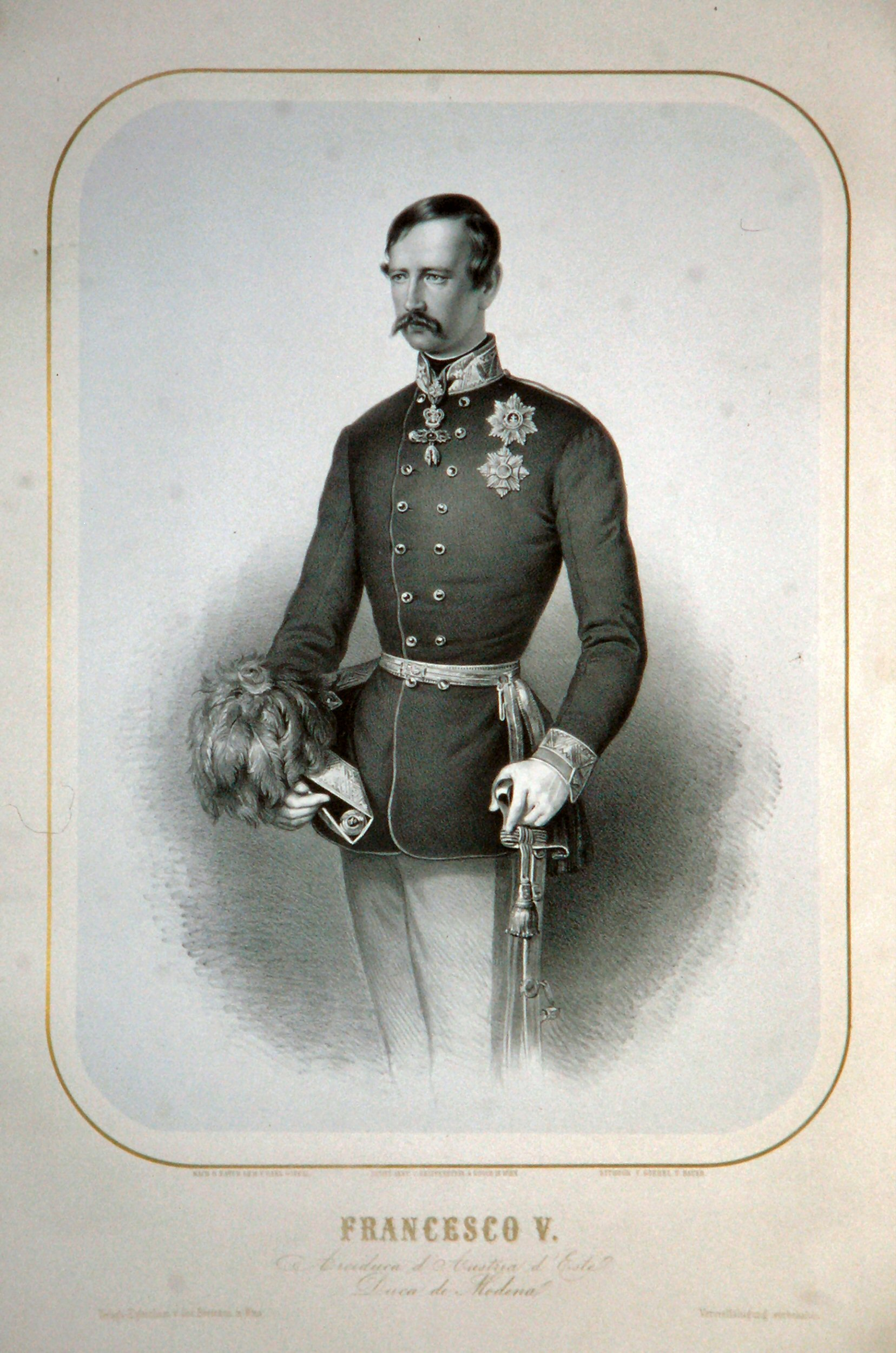
Franz V. von Modena, Lithographie von Carl Goebel

Franz V. und seine Frau Adelgunde Auguste von Bayern

Franz V. Ferdinand Geminian (* 1. Juni 1819 in Modena; † 20. November 1875 in Wien) war Erzherzog von Österreich aus der Linie Österreich-Este und von 21. Jänner 1846 bis 11. Juni 1859 der letzte regierende Herzog von Modena und Reggio sowie Herzog von  Massa  und Fürst von Carrara.

## Leben
Er war der Sohn Franz IV. aus der Nebenlinie Österreich-Este des Hauses Habsburg-Lothringen. Seine Urgroßeltern väterlicherseits waren Kaiser Franz I und Kaiserin Maria Theresia. Er wurde von Jesuiten erzogen und nach dem Tod seines Vaters im Jahr 1846 Herzog von Modena. Aus der Erbschaft der 1847 verstorbenen Herzogin Marie Luise von Parma konnte er das Herzogtum Guastalla seinem Herrschaftsbereich einordnen.
Franz V. führte die Regierung ganz im absolutistischen Geist seines Vaters und stützte sich auf die dynastische Verbindung mit Österreich; 1847 ließ er österreichische Truppen nach Modena einrücken. Dennoch wurde er durch die Revolution im Frühjahr 1848 vertrieben und begab sich nach Österreich, von wo er aber nach der Niederlage der Revolutionäre am 10. August 1848 wieder in seine Hauptstadt zurückkehrte. Anfangs milder auftretend, kehrte er doch bald, zumal nach einem auf ihn verübten Attentat, zum Absolutismus zurück.
Als Verbündeter Österreichs musste er nach der Schlacht von Magenta im Mai 1859 erneut sein Land verlassen und zog sich mit seinen Truppen nach Mantua zurück. Obwohl im Vorfrieden von Villafranca und im Frieden von Zürich die Wiedereinsetzung des Herzogs festgesetzt war, wurde Modena auf den entschiedenen Wunsch der Bevölkerung und mit Genehmigung Napoleons III. dem Königreich Sardinien-Piemont einverleibt. Franz lebte seitdem abwechselnd in Wien und auf seinen Gütern in Böhmen. Er war seit 30. März 1842 mit der Prinzessin Adelgunde Auguste von Bayern verheiratet, der Tochter des Königs Ludwig I. von Bayern. Die einzige Tochter Anna Beatrice Theresia Maria, geboren 1848 in der Villa Aufschnaiter in Gries-Quirein (Bozen), verstarb 1849 schon im Kindesalter.
Franz V. starb am 20. November 1875 in Wien und wurde in der Kapuzinergruft bestattet. Sein Vermögen vermachte er dem Erzherzog Franz Ferdinand unter der Bedingung, dass der Name Este weitergeführt wird.
Franz V. war ein Nachfahre der Stuarts. Er wurde deshalb von den Jakobiten nach dem Tode seiner Mutter Maria Beatrix von Savoyen als Inhaber des britischen Thrones angesehen und von ihnen als König von England, Schottland, Irland und Frankreich bezeichnet. Er hat diese Titel jedoch niemals öffentlich beansprucht. Seine Position als Erbe des Hauses Stuart ging an seine Nichte Marie Therese von Österreich-Este über.